# Kienbaum
Kienbaum è una frazione del comune tedesco di Grünheide (Mark), nel Land del Brandeburgo.

## Storia
Nel 2001 il comune di Kienbaum venne soppresso e aggregato al comune di Grünheide (Mark).

## Geografia antropica
Appartiene alla frazione di Kienbaum la località di Kienbaum-Siedlung.